# ポール・ジェイコブス
ポール・ジェイコブス（Paul Jacobs、1930年6月22日 - 1983年9月25日）は、アメリカのピアニスト。

## 略歴
ニューヨークの生まれ。デヴィット・クリントン高等学校を卒業後、ジュリアード音楽院でアーネスト・ハッチソンにピアノを師事し、在学中からロバート・クラフトの組織した室内楽協会でピアニストとして活動していた。1951年に音楽院を卒業してニューヨークで本格デビューを飾り、フランスに渡った。同国ではブーレーズの知己を得、ブーレーズの主宰するドメーヌ・ミュジカルに参加して数多くの作品の初演をこなした。
1960年にアメリカに戻り、マンハッタン音楽学校やマネス音楽大学で教鞭をとった。1962年からニューヨーク・フィルハーモニックの公式ピアニスト兼チェンバリストとなる。1968年から亡くなるまで、ブルックリン・カレッジの助教授を務めた。
1983年9月25日にニューヨークの自宅でAIDSのために死去した。